# Resultados do Carnaval de Bragança Paulista em 2010
Resultados do Carnaval de Bragança Paulista em 2010.  A vencedora do grupo especial foi a escola Acadêmicos da Vila com o enredo, No Asfalto da Alegria, A Vila acelera a Educação, e pede Paz no Trânsito.

## Grupo Especial
| Colocação | Escola                 | Pontos | Nota      | Ref.        |
| --------- | ---------------------- | ------ | --------- | ----------- |
| 1º        | Acadêmicos da Vila     | 299    |           | [ 1 ] [ 2 ] |
| 2º        | Nove de Julho          | 298,5  |           | [ 1 ]       |
| 3º        | Caprichosos Saada      | 298    |           | [ 1 ]       |
| 4º        | Dragão Imperial        | 295,5  |           | [ 1 ]       |
| 5º        | Império Jovem          | 288    |           | [ 1 ]       |
| 6º        | Sociedade Fraternidade | 282    | Rebaixada | [ 1 ] [ 2 ] |

## Grupo de acesso
| Colocação | Escola                  | Pontos | Nota      | Ref.        |
| --------- | ----------------------- | ------ | --------- | ----------- |
| 1º        | Unidos do Lavapés       | 290,5  | Promovida | [ 1 ] [ 2 ] |
| 2º        | Unidos de Águas Claras  | 285,5  |           | [ 1 ]       |
| 3º        | Mocidade Júlio Mesquita | 281,5  |           | [ 1 ]       |
| 4º        | Gaviões de Ouro         | 268    |           | [ 1 ]       |